# Миляво
Миляво (укр. Миляво) — село в Добросинско-Магеровской сельской общине Львовского района Львовской области Украины.
Население по переписи 2001 года составляло 96 человек. Занимает площадь 4,06 км². Почтовый индекс — 80333. Телефонный код — 3252.